# I. Leónidasz spártai király
I. Leónidasz (görög: Λεωνίδας – „oroszlán fia”, „oroszlánhoz hasonló”), (Kr. e. 540 körül – Kr. e. 480. augusztus 7.) az ókori Spárta királya volt, II. Anaxandridész spártai király fia és a legenda szerint Héraklész leszármazottja. Féltestvérét, I. Kleomenészt követte a trónon, valószínűleg Kr. e. 489-ben vagy 488-ban. Felesége Kleomenész leánya, Gorgó volt. A thermopülai csatában betöltött szerepe a hellének legendás hősévé tette. Halála után kiskorú fia Pleisztarkhosz lett az Agiada király, de mellette Leónidasz testvére Kleombrotosz, majd annak fia Pauszaniasz lett a régens.

## Thermopülai csata
Kr. e. 480-ban a spártai ephoroszok Leónidaszt küldték a thermopülai szoroshoz, hogy 300 spártaival, akiknek már voltak fiaik és 6700 szövetségessel feltartsa a Perzsa Birodalom hadseregét a Thermopülai-szorosnál. Xerxész perzsa uralkodó serege, amely északi irányból tervezte lerohanni a hellén városállamokat, az ókori források szerint több százezer főt számlált. 
A források szerint a király azért ilyen kis csapattal indult el, mert a spártai vallásos szokások az évnek ebben a szakában nem engedték meg a hadba indulást. Leónidasz a halálba indult, nemcsak az óriási túlerő miatt, hanem mert egy jós azt jövendölte: Spárta csak egy Héraklész véréből származó király halála árán menekülhet meg. Az ephoroszok valószínűleg csak félszívvel támogatták az akciót a Karneia ünnep miatt és mert ők inkább a Korinthoszi-földszorosnál szerették volna összevonni a védekező görög erőket (sorsukra hagyva a Peloponnészosztól északra élő görögöket).
Számos történet szól Leónidasz és csapata bátorságáról, ami tovább öregbítette a spártaiak katonai hírnevét az ókori világban. A perzsák első támadása előtt Xerxész követei útján arra szólította fel a görögöket, hogy adják át fegyvereiket, amire a legenda szerint Leónidasz csak ennyit válaszolt: Μολών Λαβέ („Gyere értük, és vedd el”). A harmadik napon a király arra szólította katonáit, hogy vidáman reggelizzenek, mert az este már a Hadésznál, az alvilágban vacsorázhatnak. 
A szűk szorost védő apró, de jól felfegyverzett és fegyelmezett csapat az első két napon egyszerűen lemészárolta a szemből támadó perzsákat. Ekkor azonban a görög Ephialtész hegyi ösvényeken keresztül a görögök háta mögé vezetett egy nagy perzsa csapatot és Leónidasznak meg kellett osztania seregét. A király a 300 spártaival, 400 thébaival és 700 theszpiaival maradt a szoros bejáratánál, azzal a szándékkal, hogy életük árán is feltartják a perzsákat, hogy a görög városállamok felkészülhessenek a harcra. 
A thébaiak kivételével, akik megadták magukat, az egész görög sereg a csatatéren esett el. Egyes források szerint Leónidasz maga küldte haza a sereg zömét, hogy megmentse őket a harc folytatásához és hátvédként maradt vissza csapatával, nehogy a perzsa lovasság lerohanhassa a visszavonulókat.
Leónidasz a harc sűrűjében esett el, testét azonban a spártai harcosok elragadták az ellenségtől és a végsőkig védelmezték. Az előző napok kudarcaitól felbőszült Xerxész levágatta a megölt Leónidasz fejét, testét pedig állítólag keresztre feszíttette. A holttest meggyalázása, ha valóban megtörtént, szokatlan cselekedet volt a perzsáktól. A holttestet később visszajuttatták a spártaiaknak.
Teljes tiszteletadással és a spártai szokásoktól eltérően, a Delphoi jóshely tanácsára, nagy gyász közepette temették el. A király és katonái áldozata emlékére oroszlánt ábrázoló[forrás?] faragott emlékművet emeltek, a következő feliratot Szimonidésznek tulajdonítják:
Ὦ ξεῖν', ἀγγέλλειν Λακεδαιμονίοις ὅτι τῇδε
κείμεθα, τοῖς κείνων ῥήμασι πειθόμενοι
Ó xein’, angellein Lakedaimonioisz hoti téde
keimetha, toisz keinón rhémaszi peithomenoi
Itt fekszünk, vándor vidd hírül a spártaiaknak:
Megcselekedtük, amit megkövetelt a haza

## A túlélők
A spártaiak közül ketten élték túl a csatát. Arisztodémoszt a vonalak mögé küldték, miután a harcban szemsérülést szenvedett, és a király parancsára a visszavonuló szövetségesek magukkal vitték. Társa, Eurütosz hasonló sebet kapott, ami megvakította, ennek ellenére visszatért a harcba, és elesett. Arisztodémosz később azzal mosta le a nevén a spártaiak szemében esett gyalázatot, hogy halálmegvető bátorsággal harcolt a plataiai csatában Kr. e. 479-ben, és hazatérte után ezért tisztelet övezte.
A másik túlélő Pantitész volt, akit Leónidasz azért küldött el, hogy Thesszáliában sereget toborozzon, de csak a csata után ért vissza a szoroshoz. Szégyenében felakasztotta magát.
Diodórosz szerint azonban 1000 spártai hoplita vett részt a thermopülai csatában, vagyis 700 spártai vagy elesett már a harmadik napra, vagy ennyien visszatértek Spártába.